# جيراردو لوغو
جيراردو لوغو (بالإسبانية: Édgar Gerardo Lugo) هو لاعب كرة قدم مكسيكي في مركز الوسط، ولد في 31 ديسمبر 1984 في مدينة مكسيكو في المكسيك. شارك مع منتخب المكسيك لكرة القدم. أما مع النوادي، فقد لعب مع سانتوس لاغونا وكروز آزول ونادي بويبلا.

## وصلات خارجية
- جيراردو لوغو على موقع قاعدة بيانات كرة القدم.إي يو (الإنجليزية)
- جيراردو لوغو على موقع ناشيونال فوتبول تيمز (الإنجليزية)
- جيراردو لوغو على موقع Soccerway.com (الإنجليزية)
- جيراردو لوغو على موقع AS.com (الإسبانية)